# 押川定秋

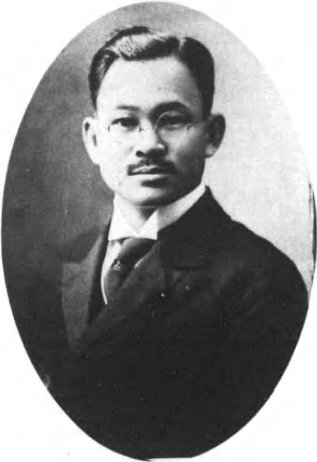
押川定秋

押川 定秋（おしかわ さだあき、1890年（明治23年）5月17日 – 1951年（昭和26年）5月10日）は、日本の弁護士、衆議院議員（民主党）。

## 経歴
宮崎県児湯郡高鍋町出身。定澄の三男。独習にて普通学を修め、1914年、郷里高鍋を出て上京して苦学力行しつつ1917年（大正6年）、明治大学法科を卒業、同年弁護士を開業した。
東京府会議員、同市部会議長に選出された。また神奈川県農機具工業組合理事長、同農機具工業統制組合理事長、同農機具工業協同組合理事長を務めた。
1947年（昭和22年）の第23回衆議院議員総選挙に出馬し、当選。その他、細王舎工場合資会社代表社員を務めた。

## 人物
宗教は神道。趣味は政治。

## 家族・親族
押川家
宮崎県児湯郡高鍋町、東京市小石川区同心町
- 父・定澄[1]
- 妻・雅（福岡、青柳正次郎の四女）[1]

1892年 -
- 長男[1]